# چوواشسکی کوگاناک
چوواشسکی کوگاناک (انگلیسی: Chuvashsky Kuganak) یک شهرک در شهرستان استرلیتاماکسکی استان باشقیرستان کشور روسیه است.